# Lockheed L-100 Hercules

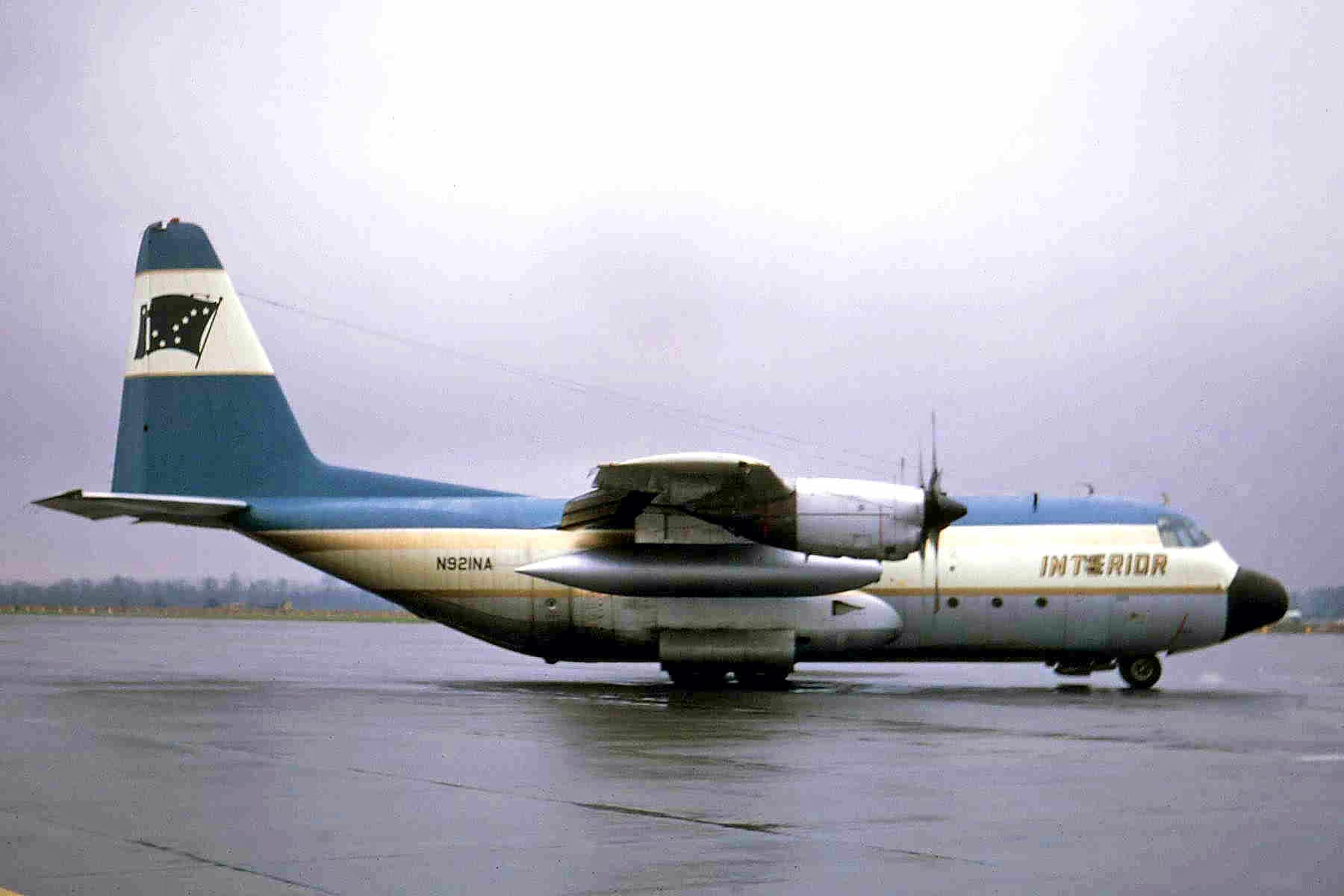
Eine L-100 der Interior Airways

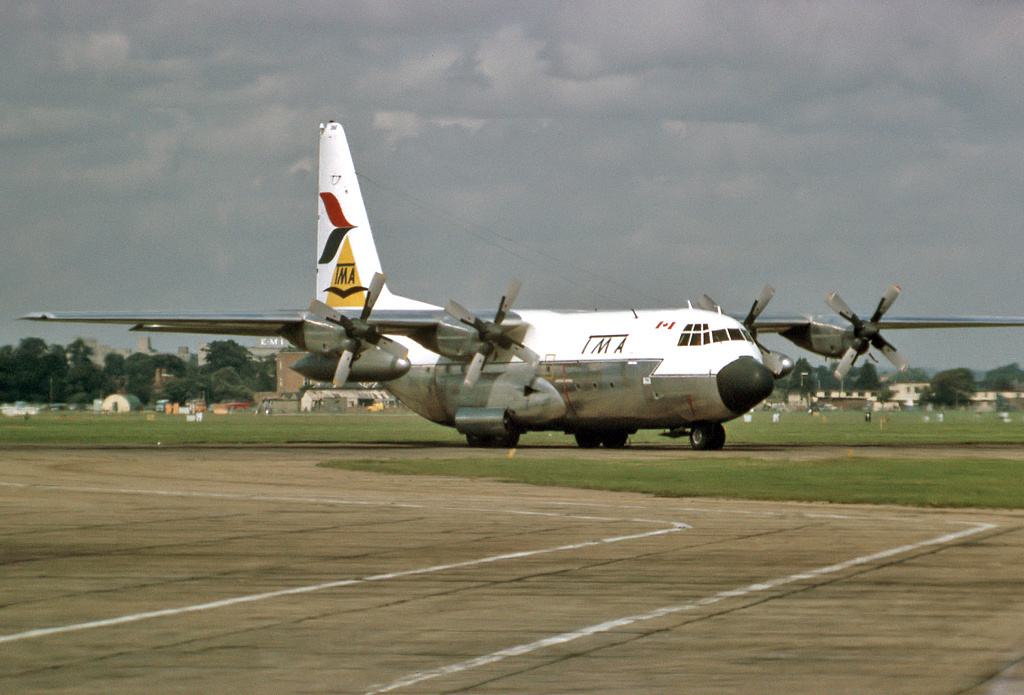
Eine L-100-20 der Trans Mediterranean Airways

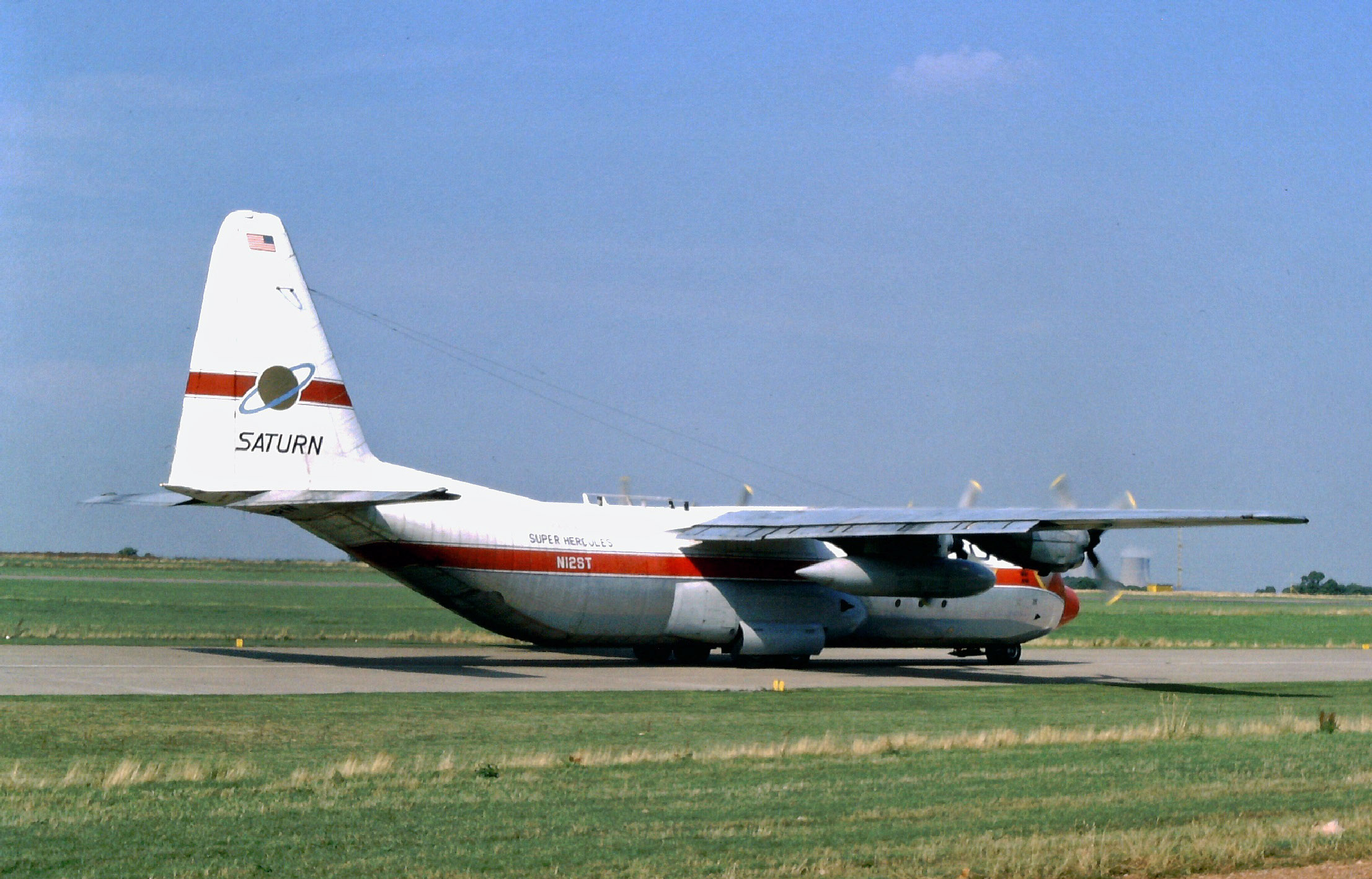
Die erste L-100-30, ausgeliefert an Saturn Airways

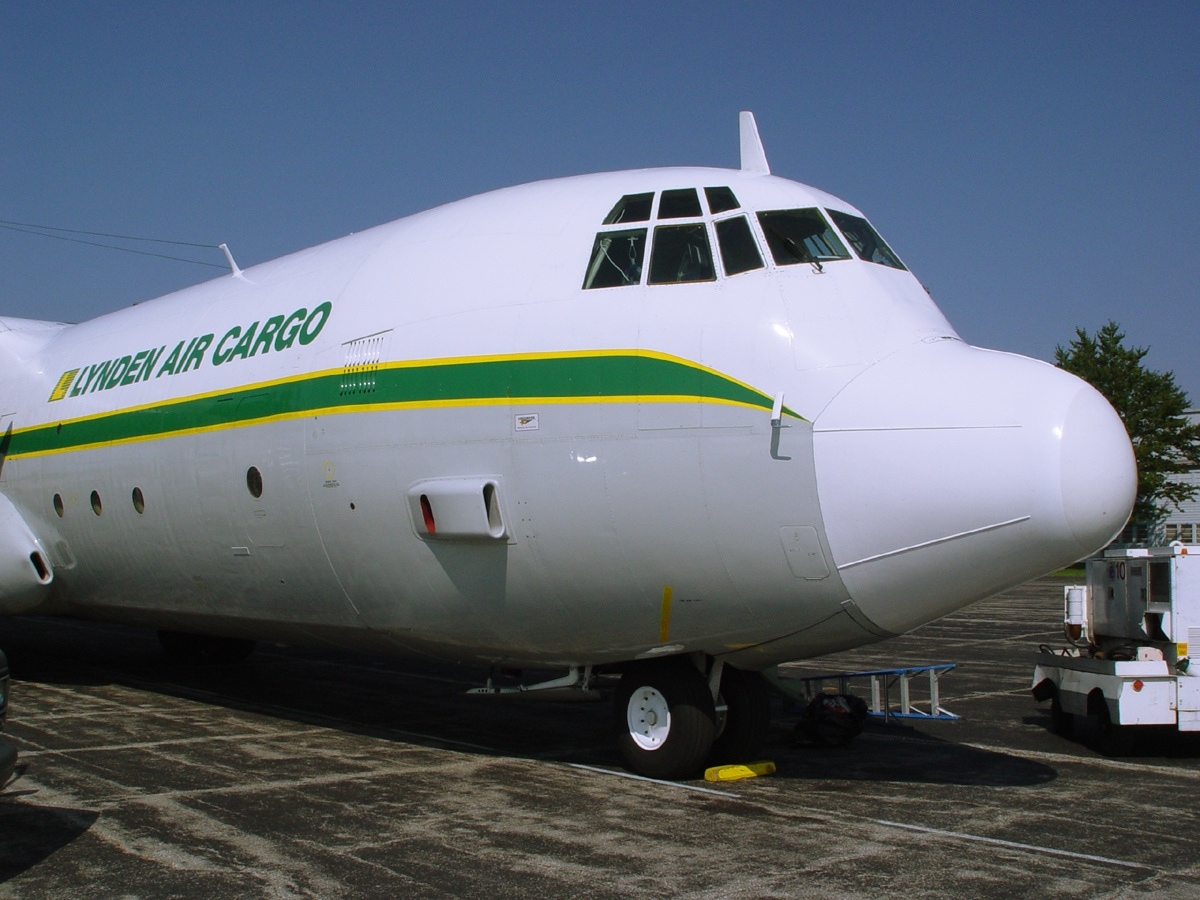
Die von der C-130 abweichende Flugzeugnase der L-100-30

Die Lockheed L-100 Hercules ist ein Transportflugzeug des US-amerikanischen Herstellers Lockheed Corporation. Der mit vier Turboprop-Triebwerken ausgerüstete Schulterdecker ist die zivile Version der militärischen C-130 Hercules.
Seit ihrem Erstflug am 23. August 1954 als militärische YC-130 ist die Hercules eines der Flugzeuge mit der am längsten andauernden Serienproduktion; im Jahr 2020 wird sie seit 66 Jahren ununterbrochen gebaut. Bislang wurden über 2500 Hercules hergestellt.
Im Jahr 2015 waren noch mehr als 55 L-100 im Einsatz.

## Geschichte
Im Jahr 1959 verkündete Lockheed, dass die US-amerikanische Fluggesellschaft Pan American World Airways (Pan Am) 12 GL-207 Super Hercules zur Lieferung Anfang 1962 bestellt hatte und dass Slick Airways später im selben Jahr 6 Exemplare erhalten würde. Allerdings strichen beide Gesellschaften ihre Aufträge wieder, und andere zivile Versionen kamen nicht über die Studienphase hinaus.
Anfang der 1960er-Jahre wurde dann wieder eine zivile Version konzipiert, abgeleitet von der militärischen Lockheed C-130E. Unterschiede waren die Abschaffung der Außentanks und der jeweils zwei unteren Fenster unterhalb der oberen Fensterreihe. Außerdem wurden weder der Navigator noch militärische Kommunikationsvorrichtungen länger benötigt.
Der Erstflug dieser Lockheed L-100 Hercules fand am 20. April 1964 statt. Die Musterzulassung für die L-100 durch die Federal Aviation Administration (FAA) erfolgte am  16. Februar 1965.
Den ersten Linieneinsatz führte am 8. März 1965 Alaska Airlines durch, an die der Prototyp vermietet worden war. Die erste Maschine aus der Serienproduktion wurde am 30. September 1965 an Continental Air Services geliefert. Dies war eine Tochtergesellschaft der Continental Airlines, die sehr eng mit Air America zusammenarbeitete, welche wiederum von der CIA kontrolliert wurde. Andere frühe Kunden dieser ersten Variante waren unter anderem Airlift International, International Aerodyne, Pacific Western Airlines, Pakistan International Airlines und Zambian Air Cargoes sowie die Leasinggesellschaft National Aircraft Leasing.
Im Gegensatz zur militärischen Nutzung werden im zivilen Frachtgeschäft selten hochdichte Güter befördert, weshalb es bei der L-100 häufiger zu Einschränkungen aufgrund fehlenden Frachtraumvolumens kam. Deshalb wurde die um 2,54 Meter gestreckte L-100-20 entwickelt, die ihren Erstflug am 19. April 1968 absolvierte. Die Musterzulassung für die L-100-20 durch die FAA erfolgte am 4. Oktober 1968.
Das erste Serienflugzeug der L-100-20 wurde am 11. Oktober 1968 an Interior Airways ausgeliefert, die nächsten dann ab dem 26. Dezember 1969 an Flying W Airways. Weitere Kunden für die L-100-20 waren unter anderem Delta Airlines, erneut Pacific Western Airlines, Red Dodge Aviation, Saturn Airways und Southern Air Transport.
Selbst die bereits verlängerte L-100-20 erwies sich für manche Betreiber als zu klein. Daher wurde eine um weitere 2,04 Meter gestreckte Variante L-100-30 konstruiert, die also 4,58 Meter länger als die Basisversion L-100 ist. Die erste davon wurde im Dezember 1970 an Saturn Airways ausgeliefert.
Im Jahr 1992 waren die Verkaufszahlen der L-100 immer weiter gesunken. Ein Hauptgrund dafür entstand nach der Auflösung der Sowjetunion und dem Zerfall der bisherigen Regierungen ihrer Verbündeten. Dadurch kam es international zum sich rasant ausbreitenden Einsatz von Frachtern des Typs Antonow An-12, der mit der Hercules vergleichbar ist, aber niedrigere direkte Betriebskosten aufweist. Von diesem ebenfalls sehr robusten und vielseitig einsetzbaren Flugzeugtyp waren viele Hundert Exemplare vorhanden, für die neue Nutzungsmöglichkeiten gesucht und gefunden wurden. Aber auch durch die An-22, An-24, An-26 und An-30 wurde der Markt gesättigt. Daher wurde die Produktion der L-100 wegen fehlender Nachfrage 1992 zunächst eingestellt.
Erst 2014 beschloss die – mittlerweile Lockheed Martin genannte – Herstellerfirma, einen neuen Anlauf zur Wiederbelebung ziviler Verkäufe der Hercules zu machen, und meldete bei der FAA die Absicht einer Erweiterung der Musterzulassung an. Die neue Version LM-100J ist direkt aus der C-130J-30 abgeleitet, die ihren Erstflug am 5. April 1996 absolviert hatte und seither in über 400 Exemplaren gebaut wurde.

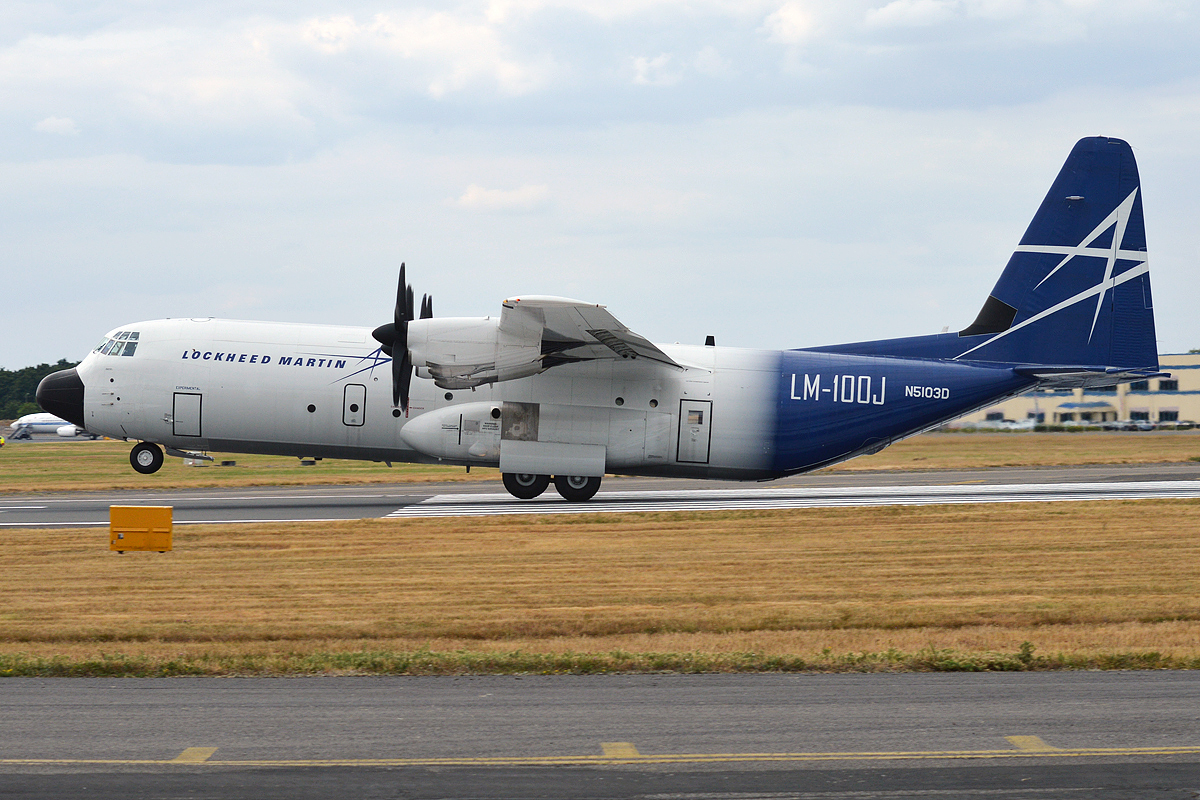
Prototyp der LM-100J Hercules, Farnborough 2018

Die LM-100J startete am 27. Mai 2017 zu ihrem Erstflug; ein zweiter Prototyp wurde erstmals 2018 zur Erprobung eingesetzt.
Die hauptsächlichen Unterschiede zur militärischen C-130J sind
- ein Zweimanncockpit[12]
- moderne Triebwerke des Typs Rolls-Royce AE2100D3 mit Sechsblattpropellern
- eine Tür zwischen Cockpit und Frachtraum (die C-130 hat dort nur eine Öffnung)
- keine Toilette, weil die zivilen Flüge laut Lockheed Martin meist "relativ kurz" seien.[13]

Der Prototyp der LM-100J wurde im Oktober 2017 zur Lieferung von Hilfsgütern auf Puerto Rico nach dem Hurrikan Maria eingesetzt.

## Konstruktion
Zur Konstruktion wird auf den Artikel Lockheed C-130 verwiesen. Abweichungen von der dort beschriebenen militärischen Version sind im hiesigen Text erwähnt.

## Versionen
Die Stückzahlen der folgenden Baureihen gelten für fabrikneu ausgelieferte Exemplare:
- L-100 (L-382), 1 Prototyp gebaut
- L-100 (L-382B), 21 gebaut
- L-100-20 (L-382E), gebaut: 27, plus 9 umgebaut aus L-100; 9 L-100-20 wurden zu L-100-30 umgebaut
  - um 2,54 Meter gestreckt
- L-100-30 (L-382G), 69 gebaut
  - um weitere 2,04 Meter gestreckt, also 4,58 Meter länger als die Basisversion L-100
- LM-100J (L-382J), bis 2020 wurden 2 Prototypen gebaut
  - selbe Maße wie L-100-30.

## Nutzung

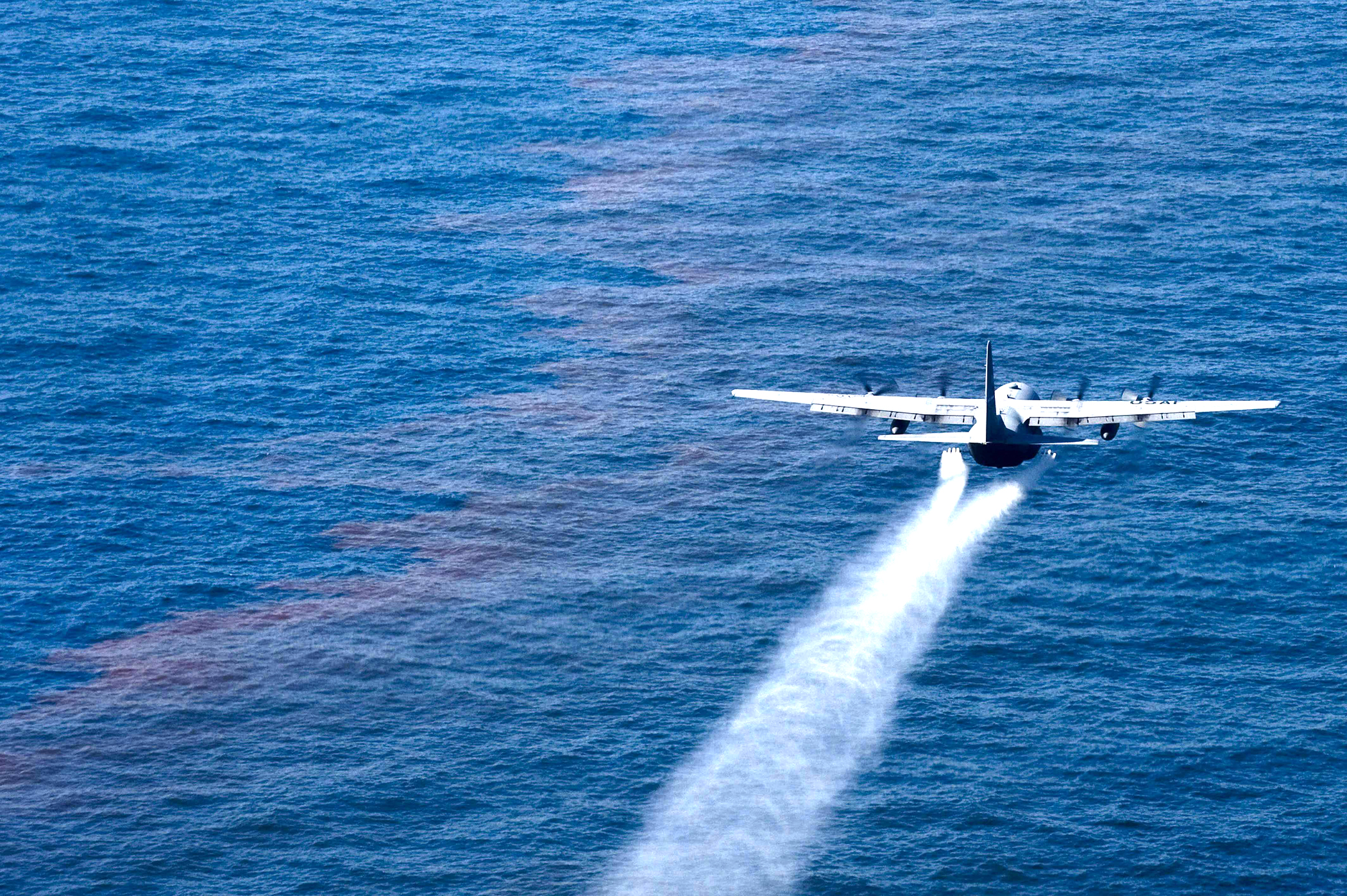
Eine Hercules beim Sprüheinsatz zur Bekämpfung eines Ölteppichs über dem Golf von Mexiko

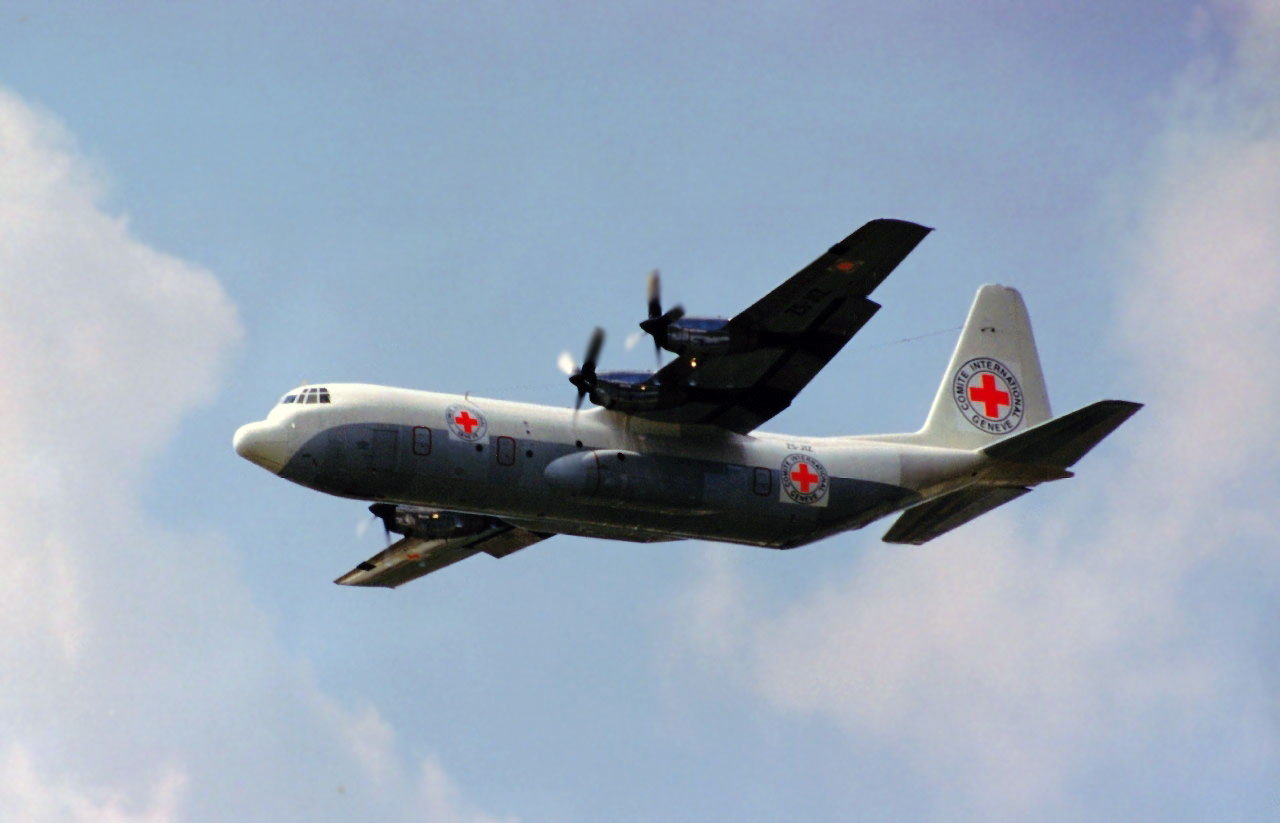
Eine L-100-30 der Safair im Einsatz für das Rote Kreuz

Wie bei der militärischen Version C-130 hat es sich für die meisten Betreiber der L-100 als großer Vorteil erwiesen, dass sie auch auf relativ kurzen und unbefestigten Landebahnen starten und landen kann. Die L-100 werden auf vielfältige Weise eingesetzt. Hierzu zählen der Transport großer und sperriger Güter, beispielsweise für die Öl- und Gasbohrindustrie, Katastrophenhilfe, Sprüheinsätze (auch zur Bekämpfung von Ölteppichen) oder als Löschflugzeug. In Saudi-Arabien wurden sechs L-100-30 zu fliegenden Krankenstationen umgerüstet.

### Zivile Betreiber

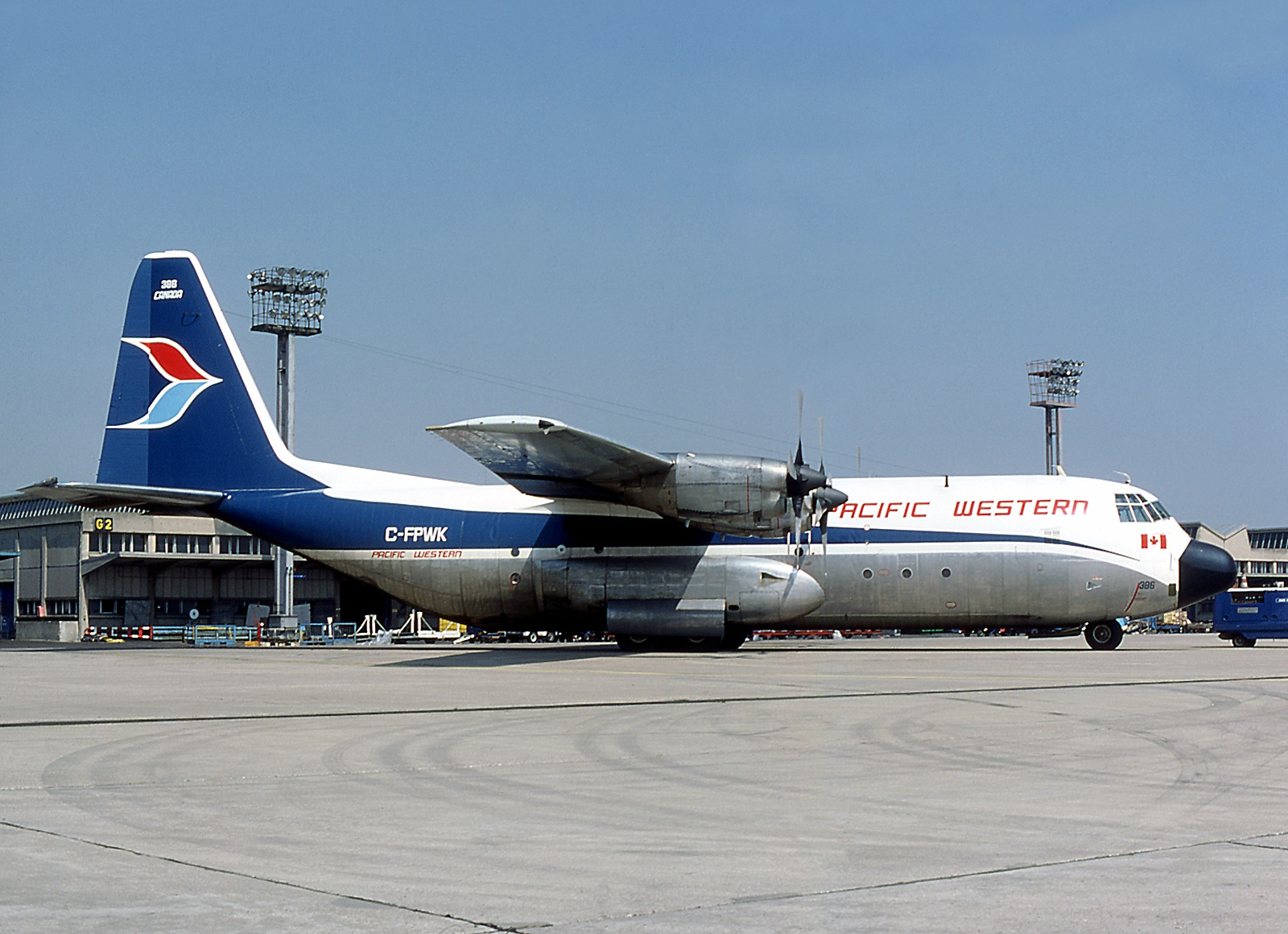
Eine L-100-20 der Pacific Western Airlines

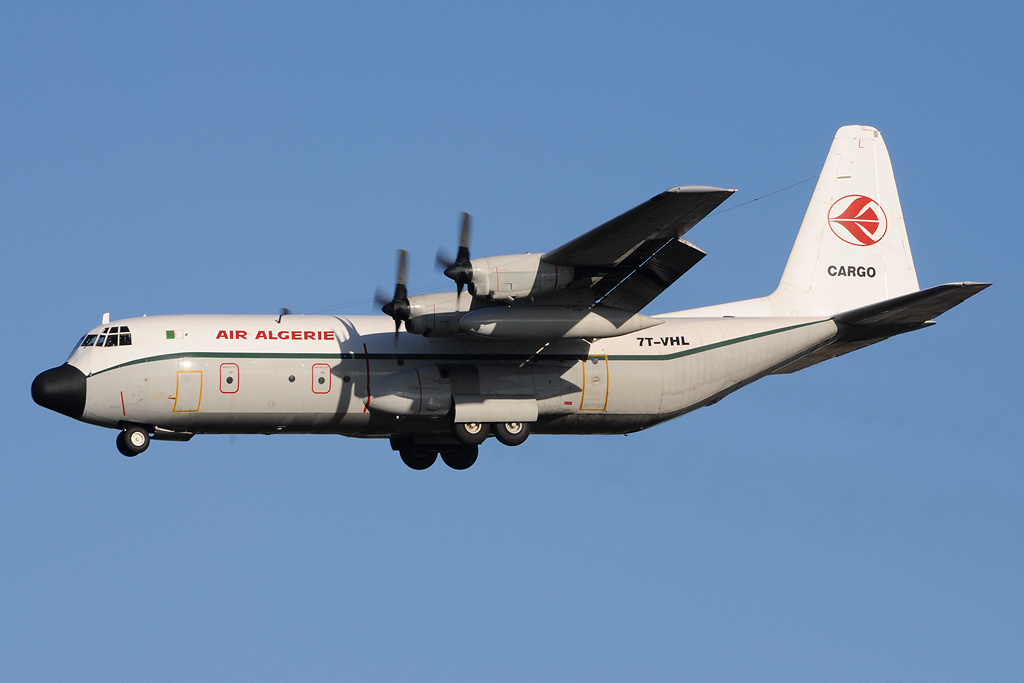
Eine L-100-30 der Air Algérie

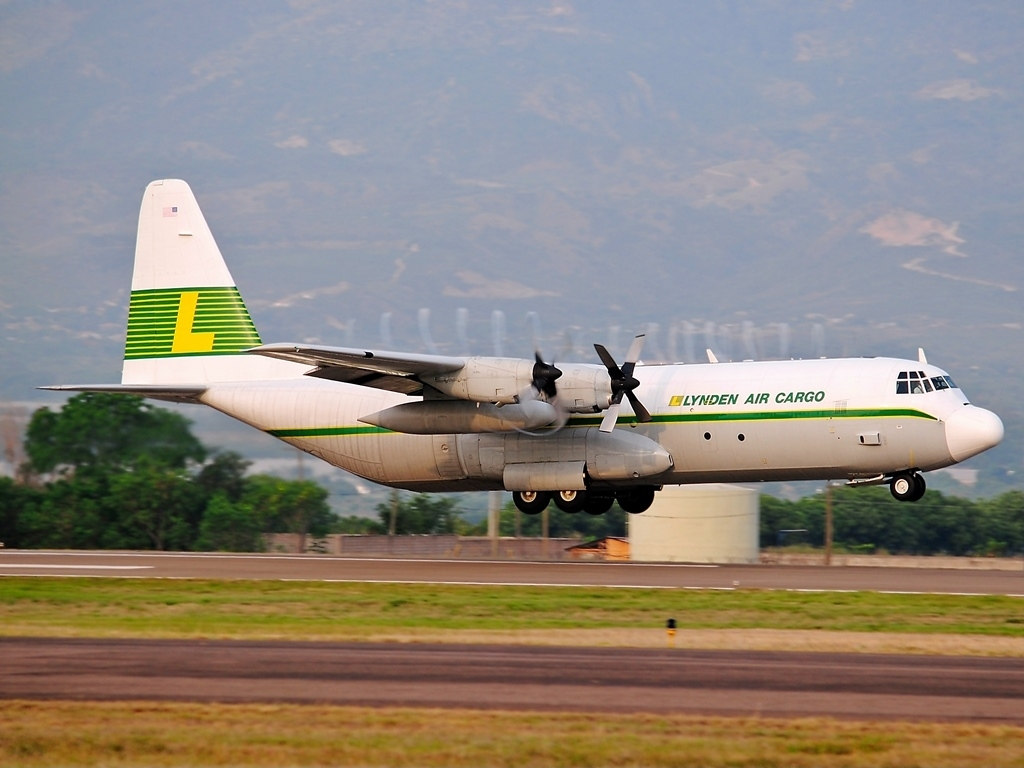
Eine L-100-30 der Lynden Air Cargo; man beachte den stehenden Propeller von Triebwerk 3

Zahlreiche zivile Nutzer betrieben sowohl fabrikneue als auch gebrauchte L-100. Hierzu zählten:
- Air Algérie
- Air America (Continental Air Services)
- Air Botswana
- Air China
- Air Contractors (Irland) bis 2013[19]
- Airlift International (USA)
- Alaska Airlines
- Alaska International Air (bis 1972 Interior Airways)
- Delta Airlines (USA)
- Ethiopian Airlines
- First Air (Kanada)
- Flying W Airways (USA)
- HeavyLift Cargo Airlines (UK)
- Jet Fret (Frankreich)
- Libyan Arab Air Cargo
- Lynden Air Cargo (USA)
- Maximus Air Cargo (Vereinigte Arabische Emirate)
- Merpati Nusantara Airlines (Indonesien)
- Northwest Territorial Airways (Kanada)
- Pacific Western Airlines (Kanada)
- Pelita Air Service (Indonesien)
- Philippine Aerotransport
- Safair (Südafrika)
- Satena (Kolumbien)
- Saudi Arabian Airlines
- SFAir (Frankreich)
- Southern Air (USA)
- Southern Air Transport (USA)
- St. Lucia Airways
- TAME (Ecuador)
- Tepper Aviation (USA)
- Transafrik (Angola)
- Saturn Airways
- Transamerica Airlines
- Trans International Airlines (USA)
- Trans Mediterranean Airways (Libanon)
- Uganda Air Cargo
- Wirtschaftsflug (Deutschland)
- Zambia Air Cargoes
- Zimex Aviation (Schweiz)

### Militärische Betreiber

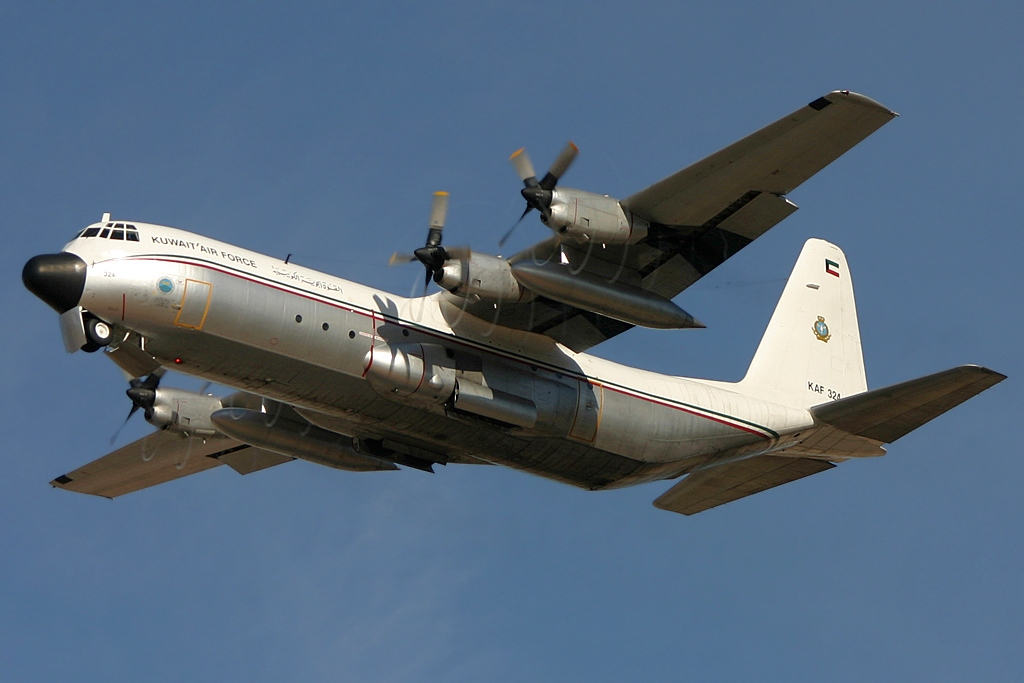
Eine L-100-30 der kuwaitischen Luftstreitkräfte

Auch Luftstreitkräfte, halbmilitärische oder Regierungsorganisationen begannen damit, die L-100 zu nutzen, teilweise parallel zu vorhandenen C-130.
- Algerische Luftstreitkräfte
- Argentinische Luftstreitkräfte
- Ecuadorianische Luftstreitkräfte
- Gabunische Luftwaffe
- Indonesische Luftstreitkräfte
- Kuwaitische Luftstreitkräfte
- Libysche Luftstreitkräfte
- Pakistan Air Force
- Peruanische Luftstreitkräfte
- Philippinische Luftwaffe
- Saudische Luftstreitkräfte
- SATCO (Peru)
- TAM – Transporte Aéreo Militar (Bolivien)
- Luftstreitkräfte der Vereinigten Arabischen Emirate

## Verkaufszahlen und Bestellungen der LM-100J
LM-100J: Auf der Luftfahrtmesse in Farnborough (England) unterzeichnete die irische ASL Aviation Group am 16. Juli 2014 eine Absichtserklärung über den Kauf von bis zu 10 LM-100J, die für den Einsatz der beiden mit ASL liierten Fluggesellschaften Safair (Südafrika) und Air Contractors (Irland) vorgesehen seien. Lockheed äußerte die Erwartung, 75 Flugzeuge zu verkaufen.
Im Jahr 2018 war von diesem Kunden dann nicht mehr die Rede, stattdessen präsentierte Lockheed die unbekannte Firma Pallas Aviation als Erstkunden. Die Firma wolle zwei LM-100J vom Flughafen Fort Worth Alliance aus betreiben.

## Technische Daten
| Kenngröße             | Daten der L-100                                                | Daten der L-100-20                                              | Daten der L-100-30                                              |
| --------------------- | -------------------------------------------------------------- | --------------------------------------------------------------- | --------------------------------------------------------------- |
| Besatzung             | 3–4 (2 Piloten, Flugingenieur, Lademeister)                    | 3–4 (2 Piloten, Flugingenieur, Lademeister)                     | 3–4 (2 Piloten, Flugingenieur, Lademeister)                     |
| Länge                 | 29,79 m                                                        | 32,34 m                                                         | 34,37 m                                                         |
| Spannweite            | 40,41 m                                                        | 40,41 m                                                         | 40,41 m                                                         |
| Höhe                  | 11,66 m                                                        | 11,66 m                                                         | 11,66 m                                                         |
| Flügelfläche          | 162,12 m²                                                      | 162,12 m²                                                       | 162,12 m²                                                       |
| Flügelstreckung       | 10,09                                                          | 10,09                                                           | 10,09                                                           |
| Nutzlast              | 21.767 kg                                                      | 21.130 kg                                                       | 23.136 kg                                                       |
| Leermasse             | 31.717 kg                                                      | 33.301 kg                                                       | 35.260 kg                                                       |
| max. Startmasse       | 70.308 kg                                                      | 70.308 kg                                                       | 70.308 kg                                                       |
| Reisegeschwindigkeit  | 556 km/h (300 kts)                                             | 556 km/h (300 kts)                                              | 556 km/h (300 kts)                                              |
| Höchstgeschwindigkeit | 575 km/h (310 kts)                                             | 570 km/h (308 kts)                                              | 581 km/h (314 kts)                                              |
| Dienstgipfelhöhe      | 10.360 m (34.000 ft)                                           | 10.360 m (34.000 ft)                                            | 10.360 m (34.000 ft)                                            |
| Reichweite            | 2.526 km (max. Nutzlast), 9.227 km (ohne Nutzlast)             | 2.526 km (max. Nutzlast), 9.227 km (ohne Nutzlast)              | 2.526 km (max. Nutzlast), 9.227 km (ohne Nutzlast)              |
| Triebwerke            | 4× Turbopropmotoren Allison 501-D22 mit je 2.979 kW (4.050 PS) | 4× Turbopropmotoren Allison T56-A-15 mit je 3.316 kW (4.509 PS) | 4× Turbopropmotoren Allison T56-A-15 mit je 3.316 kW (4.509 PS) |